# Halophile stipulée
Halophila stipulacea
Espèce
Classification APG II (2003)
L'Halophile stipulée, (Halophila stipulacea) est une espèce d'herbier de la famille des Hydrocharitaceae originaire de l'océan Indien, qui s'est répandu dans la Méditerranée après l'ouverture du canal de Suez. Récemment, il est arrivé dans les Caraïbes où il se propage également.
Cette herbe marine est répandue dans le golfe d'Aqaba. L'invasion de la Méditerranée a été documentée pour la première fois en 1894. Il est suggéré que l'expansion de H. stipulacea de la mer Rouge vers la mer Méditerranée était le résultat de l'ouverture du canal de Suez en 1869.
Cette espèce a été signalée pour la première fois dans les Caraïbes à Grenade, en Dominique et à Sainte-Lucie en 2002, 2007 et 2008 respectivement. En 2017, H. stipulacea s'était étendue à dix-neuf autres îles des Caraïbes . Dans les îles Vierges américaines, H. stipulacea a été observée pour la première fois en 2012 le long de la côte nord-est de Saint John, puis de Saint-Thomas et de Sainte-Croix respectivement en 2013 et 2016,. H. stipulacea a été classée comme espèce envahissante en raison de sa capacité à déplacer des espèces indigènes. Elle peut le faire en formant des tapis épais, s'adapter aux changements des conditions environnementales et tolérer de forts gradients de profondeur,,,. L'UICN l'a placée dans sa « liste noire des espèces envahissantes dans le milieu marin » méditerranéen.

## Systématique
Le nom correct complet (avec auteur) de ce taxon est Halophila stipulacea (Forssk.) Asch..
L'espèce a été initialement classée dans le genre Zostera sous le basionyme Zostera stipulacea Forssk..
Ce taxon porte en français le nom vernaculaire ou normalisé suivant : Halophile stipulée,.
Halophila stipulacea a pour synonymes :
- Barkania bullata (Delile) Ehrenb.
- Barkania stipulacea var. bullata (Delile) Zanardini
- Barkania stipulacea var. bullata (Delile) Zanardini ex Pritz.
- Barkania stipulacea (Forssk.) Zanardini ex Pritz.
- Halophila balfourii Soler.
- Halophila madagascariensis Doty & B.C.Stone
- Thalassia bullata (Delile) Kunth
- Thalassia stipulacea (Forssk.) K.D.Koenig
- Zostera bullata Delile
- Zostera stipulacea Forssk.

## Description
Les feuilles à bords dentelés mesurent de 3 à 6 cm de long et de 2,5 à 8 mm de large,.